# Дјанова
Дјанова (слч. Ďanová) насељено је мјесто са административним статусом сеоске општине (слч. obec) у округу Мартин, у Жилинском крају, Словачка Република.

## Становништво
| Година:    | 1994. | 2004.   | 2014.    | 2024.   |
| ---------- | ----- | ------- | -------- | ------- |
| Број људи: | 474   | 488     | 559      | 554     |
| Разлика:   |       | +2,95 % | +14,54 % | -0,89 % |

| Година:    | 2023. | 2024.   |
| ---------- | ----- | ------- |
| Број људи: | 562   | 554     |
| Разлика:   |       | -1,42 % |

Према подацима о броју становника из 2011. године насеље је имало 541 становника.